# Гордон, Ной
Ной Гордон (англ. Noah Gordon, 11 ноября 1926, Вустер, штат Массачусетс — 22 ноября 2021) — американский писатель.
Некоторые из тем, затрагиваемых в его романах, — история медицины и медицинская этика, однако в последнее время он начал больше уделять внимания таким темам, как инквизиция и история еврейской культуры.
За свой роман Шаман, Ной получил первую награду Премию имени Джеймса Фенимора Купера за лучшее историческое произведение в 1993 году.

## Романы
- The Rabbi (1965)
- The Death Committee (1969)
- The Jerusalem Diamond (1979)
- Трилогия рода Коулов
  - Лекарь: Ученик Авиценны / The Physician (1986)
  - Шаман / Shaman (1992)
  - Доктор Коул / Matters of Choice (1995)
- Последний еврей / The Last Jew (2000)
- Sam and Other Animal Stories (2002) (детские истории)
- Винодел / The Winemaker (2007)